# Sollacarò
Sollacarò (in corso Suddacarò) è un comune di 356 abitanti situato nel dipartimento della Corsica del Sud nella regione della Corsica (Francia).
Nel territorio comunale si trova l'importante sito preistorico di Filitosa, occupato sin dal Neolitico, posto sotto il patrocinio UNESCO.

## Società

### Evoluzione demografica
Abitanti censiti